# 植入式心臟監察儀
植入式心臟監察儀（英文：Implantable loop recorder，简写ILR）是一种可透过手术植入人体的心臟監察儀，如患者經常無故心跳，暈眩，昏厥或失去知覺，監察儀可探測患者是否心律失常。植入式心臟監察儀通常植入在病人的左胸壁內，其電池一般可維持三年 。心臟監察儀植入技術早於1998年開始使用，第一代植入式心臟監察儀的體積大小与USB一样，手術創口较现在大，因此較容易出現併發症。